# Thesium zeyheri
Thesium zeyheri là một loài thực vật có hoa trong họ Santalaceae. Loài này được A. DC. miêu tả khoa học đầu tiên.